# Третье начало термодинамики
Третье начало термодинамики (теорема Нернста, тепловая теорема Нернста) — физический принцип, определяющий поведение энтропии при приближении температуры к абсолютному нулю. Является одним из постулатов термодинамики, принимаемым на основе обобщения значительного количества экспериментальных данных  по термодинамике гальванических элементов. Теорема сформулирована Вальтером Нернстом в 1906 году. Современная формулировка теоремы принадлежит Максу Планку.

## Формулировка Нернста
Теорема Нернста утверждает, что всякий термодинамический процесс, протекающий при фиксированной температуре {\displaystyle T}, сколь угодно близкой к нулю, {\displaystyle T\to 0}, не должен сопровождаться изменением энтропии {\displaystyle S}, то есть изотерма {\displaystyle T=0} совпадает с предельной адиабатой {\displaystyle S_{0}}.
Существует несколько формулировок теоремы, которые эквивалентны между собой:
- Энтропия {\displaystyle S} любой системы при абсолютном нуле температуры, {\displaystyle T=0}, является универсальной постоянной {\displaystyle S_{0}}, не зависящей ни от каких переменных параметров (давления, объёма и т. п.).
- При приближении к абсолютному нулю, {\displaystyle T\to 0}, энтропия {\displaystyle S} стремится к определённому конечному пределу {\displaystyle S_{0}}, не зависящему от конечного состояния системы.
- При приближении к абсолютному нулю, {\displaystyle T\to 0}, приращение энтропии {\displaystyle \Delta S} не зависит от конкретных значений термодинамических параметров состояния системы и стремится к вполне определённому конечному пределу.
- Все процессы при абсолютном нуле, {\displaystyle T=0}, при которых система переходит из одного равновесного состояния в другое, происходят без изменения энтропии.

Математически можно записать
{\displaystyle \lim \limits _{T\to 0}[S(T,x_{2})-S(T,x_{1})]=0}
или
{\displaystyle \lim \limits _{T\to 0}\left({\frac {\partial S}{\partial x}}\right)_{T}=0,}
где {\displaystyle x} — любой термодинамический параметр, а буква под скобками показывает, что производная берётся при постоянной {\displaystyle T}.
Третье начало термодинамики относится только к равновесным состояниям. Справедливость теоремы Нернста может быть доказана лишь опытной проверкой следствий этой теоремы.
Поскольку на основе второго начала термодинамики энтропию можно определить только с точностью до произвольной аддитивной постоянной (то есть определяется не сама энтропия, а только её изменение),
{\displaystyle dS={\frac {\delta Q}{T}},}
третье начало термодинамики может быть использовано для точного определения энтропии. При этом энтропию равновесной системы при абсолютном нуле температуры считают равной нулю.
Третье начало термодинамики позволяет находить абсолютное значение энтропии, что нельзя сделать в рамках классической термодинамики (на основе первого и второго начал термодинамики). В классической термодинамике энтропия может быть определена лишь с точностью до произвольной аддитивной постоянной {\displaystyle S_{0}}, что не мешает термодинамическим исследованиям, так как реально измеряется разность энтропий в различных состояниях. Согласно третьему началу термодинамики, при {\displaystyle T\to 0} значение {\displaystyle \Delta S\to 0}.

## Формулировка Планка
В 1911 году Макс Планк сформулировал третье начало термодинамики как условие обращения в нуль энтропии всех тел при стремлении температуры к абсолютному нулю: {\displaystyle S{\xrightarrow {T\to 0}}0}. Отсюда {\displaystyle S_{0}=0}, что даёт возможность определять абсолютное значение энтропии и других термодинамических потенциалов. Формулировка Планка соответствует определению энтропии в статистической физике через термодинамическую вероятность {\displaystyle (W)} состояния системы {\displaystyle S=k\ln W}. При абсолютном нуле температуры система находится в основном квантово-механическом состоянии. Если оно не вырождено, то {\displaystyle W=1} (состояние реализуется единственным микрораспределением), и энтропия {\displaystyle S} при {\displaystyle T\to 0} равна нулю. В действительности при всех измерениях стремление энтропии к нулю начинает проявляться значительно раньше, чем могут стать существенными дискретность квантовых уровней макроскопической системы и влияние квантового вырождения.

## Следствия

### Недостижимость абсолютного нуля температур
Из третьего начала термодинамики следует, что абсолютного нуля температуры нельзя достичь ни в каком конечном процессе, связанном с изменением энтропии, к нему можно лишь асимптотически приближаться, поэтому третье начало термодинамики иногда формулируют как принцип недостижимости абсолютного нуля температуры.

### Поведение термодинамических коэффициентов
Из третьего начала термодинамики вытекает ряд термодинамических следствий: при {\displaystyle T\to 0} должны стремиться к нулю теплоёмкости при постоянном давлении и при постоянном объёме, коэффициенты теплового расширения и некоторые аналогичные величины. Справедливость третьего начала термодинамики одно время подвергалась сомнению, но позже было выяснено, что все кажущиеся противоречия (ненулевое значение энтропии у ряда веществ при {\displaystyle T=0}) связаны с метастабильными состояниями вещества, которые нельзя считать термодинамически равновесными.

## Нарушения третьего начала термодинамики в моделях
Третье начало термодинамики часто нарушается в модельных системах. Так, при {\displaystyle T\to 0} энтропия классического идеального газа стремится к минус бесконечности. Это говорит о том, что при низких температурах уравнение Менделеева — Клапейрона неадекватно описывает поведение реальных газов.
Таким образом, третье начало термодинамики указывает на недостаточность классической механики и статистики и является макроскопическим проявлением квантовых свойств реальных систем.
В квантовой механике, тем не менее, в модельных системах третье начало также может нарушаться. Таковы все случаи, когда применяется распределение Гиббса, а основное состояние является вырожденным.
Несоблюдение третьего начала в модели, однако, не исключает того, что в каком-то диапазоне изменения физических величин эта модель может быть вполне адекватна.